# Ramsko Jezero
Ramsko Jezero är en sjö i Bosnien och Hercegovina.   Den ligger i entiteten Federationen Bosnien och Hercegovina, i den centrala delen av landet, 110 km väster om huvudstaden Sarajevo. Ramsko Jezero ligger 582 meter över havet. Arean är 11,2 kvadratkilometer. Den sträcker sig 4,1 kilometer i nord-sydlig riktning, och 6,8 kilometer i öst-västlig riktning.
Följande samhällen ligger vid Ramsko Jezero:
- Rumboci (3 854 invånare)

Omgivningarna runt Ramsko Jezero är en mosaik av jordbruksmark och naturlig växtlighet. Runt Ramsko Jezero är det ganska tätbefolkat, med 93 invånare per kvadratkilometer.